# Three Sides Live
Three Sides Live (engl. für: „Drei Seiten Live“) ist das dritte Live-Album der britischen Rockband Genesis. Es wurde im Juni 1982 veröffentlicht.

## Hintergrund
Das Album wurde in zwei verschiedenen Versionen veröffentlicht. Die USA-Version war eine Doppel-LP, von der nur drei Seiten mit Live-Aufnahmen bestückt waren (daher der Titel Three Sides Live). Die vierte LP-Seite enthielt unveröffentlichte Titel, die bei den Aufnahmen zu Abacab und Duke entstanden. Die britische Version des Albums hingegen enthielt auf der vierten LP-Seite Aufnahmen u. a. der 1977er Genesis-Tournee. Dabei handelt es sich vor allem um ältere Stücke aus der Progressive-Rock-Phase von Genesis in den 1970er-Jahren. In Deutschland wurde zunächst von Vertigo die USA-Version veröffentlicht.
In England wurde später die EP 3 × 3 veröffentlicht, welche drei der unveröffentlichten Titel der US-Version von Three Sides Live enthält. In Deutschland wurde die EP um einen Titel gekürzt erfolgreich als Single veröffentlicht.
Three Sides Live erreichte Platz zwei in den britischen Album-Charts. In den USA konnte das Album den zehnten Platz erreichen. Unter dem gleichen Titel wurden Aufnahmen der USA-Tournee auch auf VHS-Video und später als Laserdisc veröffentlicht. Eine DVD-Ausgabe wurde im Jahr 2009 in der Movie Box nachgereicht, eine Blu-ray-Version folgte 2014.
1994 wurde das Album in der Definitive-Edition-Reihe neu gemastert und die ursprüngliche britische Version nun auch in Deutschland vertrieben.

## Titelliste

### Originalversionen
| 1. Turn It On Again – 5:26 2. Dodo/Lurker – 7:17 3. Abacab – 8:48                                                       | 1. Behind the Lines – 6:00 2. Duchess – 6:40 3. Me and Sarah Jane – 6:19 4. Follow You Follow Me – 4:47 |
| 1. Misunderstanding – 4:03 2. In the Cage (Medley – Cinema Show – Slippermen) – 10:17 3. Afterglow – 6:52               | 1. One for the Vine – 11:04 2. The Fountain of Salmacis – 8:37 3. It/Watcher of the Skies – 7:22        |
| 1. Paperlate – 3:18 2. You Might Recall – 5:30 3. Me and Virgil – 6:18 4. Evidence of Autumn – 4:57 5. Open Door – 4:05 | |

### Neu veröffentlichte Versionen
| 1. Turn It On Again – 5:01 2. Dodo – 7:19 3. Abacab – 8:41 4. Behind the Lines – 5:25 5. Duchess – 6:33 6. Me and Sarah Jane – 5:53 7. Follow You, Follow Me – 4:36                                                               | 1. Misunderstanding – 4:05 2. In the Cage (Medley – Cinema Show – Slippermen) – 11:52 3. Afterglow – 5:13 4. One for the Vine – 11:04 5. Fountain of Salmacis – 8:37 6. It/Watcher of the Skies – 7:22 |
| 1. Misunderstanding – 4:06 2. In the Cage (Medley – Cinema Show – Slippermen) – 11:52 3. Afterglow – 5:03 4. Paperlate – 3:16 5. You Might Recall – 5:28 6. Me and Virgil – 6:19 7. Evidence of Autumn – 4:58 8. Open Door – 4:05 | |

### Videoversion
1. Behind the Lines
2. Duchess
3. Misunderstanding
4. Dodo/Lurker
5. Abacab
6. No Reply At All
7. Who Dunnit?
8. In the Cage (Medley: The Cinema Show – Slippermen)
9. Afterglow
10. Me and Sarah Jane
11. Man on the Corner
12. Turn It On Again

## Charts
| ChartsChartplatzierungen       | Höchstplatzierung | Wochen |
| ------------------------------ | ----------------- | ------ |
| Deutschland (GfK)              | 22 (15 Wo.)       | 15     |
| Vereinigtes Königreich (OCC)   | 2 (19 Wo.)        | 19     |
| Vereinigte Staaten (Billboard) | 10 (25 Wo.)       | 25     |

## Besetzung

### Genesis
- Tony Banks – Keyboards, Gesang
- Phil Collins – Schlagzeug, Percussion, Gesang
- Mike Rutherford – Bass, Gitarre, Gesang
- Steve Hackett – Gitarre bei It/Watcher of the Skies auf der britischen Version

### Gastmusiker
- Bill Bruford – Schlagzeug bei It/Watcher of the Skies auf der britischen Version
- Daryl Stuermer – Bass, Gitarre
- Chester Thompson – Schlagzeug, Percussion

## Produktion
- Produzenten: Genesis, David Hentschel
- Engineering: Hugh Padgham, Craig Schertz
- Mastering: Barry Diament
- Photography: Martyn Goddard
- Artwork: Bill Smith